# Jonathan Bender
Jonathan Rene Bender (ur. 30 stycznia 1981 w Picayune) – amerykański koszykarz grający na pozycji silnego skrzydłowego, został wybrany do NBA bezpośrednio po ukończeniu szkoły średniej.

## Osiągnięcia
Na podstawie, o ile nie zaznaczono inaczej.
Szkoła średnia
- Zawodnik roku:
  - amerykańskich szkół średnich (1999 - Mr. Basketball)
  - stanu Missisipi (1999)
- MVP meczu gwiazd McDonald’s All-American (1999)
- Zaliczony do:
  - I składu Parade All-American (1999)
  - IV składu Parade All-American(1998)

NBA
- Wicemistrz NBA (2000)
- Uczestnik konkursu wsadów NBA (2001)